# Meropogon forsteni
Il gruccione barbaviola (Meropogon forsteni Bonaparte, 1850) è un uccello della famiglia Meropidae, endemico dell'isola di Sulawesi. È l'unica specie del genere Meropogon.